# Milan Obrenović II di Serbia
Milan II Obrenović, in serbo Милан II Обреновић (Kragujevac, 21 ottobre 1819 – Belgrado, 8 luglio 1839), fu principe di Serbia per alcune settimane nel 1839.
Primo figlio di Miloš I Obrenović (Милош I Обреновић), fu di salute cagionevole fin dall'infanzia ed ebbe problemi fisici per tutta la vita.
Studente alla "Grande Scuola" (che divenne successivamente l'Università di Belgrado), vi rimase fino alla chiusura, a seguito della quale venne istruito da precettori privati, che lo prepararono specialmente nelle lingue, in particolare francese e tedesco.
Nel 1830, quando la Serbia ottenne maggiore autonomia, suo padre Miloš ricevette la corona ereditaria e Milan fu designato principe ereditario.
Quando Miloš Obrenović I decise di abdicare nel 1839, Milan, nonostante fosse incosciente a causa della tubercolosi, fu nominato principe di Serbia. Mantenne il titolo solamente per 26 giorni: durante questo brevissimo lasso di tempo non venne firmato alcun documento ufficiale con il suo nome. Morì infatti l'8 luglio 1839 senza mai riprendere conoscenza. Dopo la sua morte, suo fratello, il principe Mihailo, gli succedette come Mihailo III (Михаило III).
Il principe Milan venne inizialmente tumulato nella chiesa di Palilula vicino a Belgrado, per poi essere traslato nella chiesa di San Marco, nel centro della capitale serba.